# Società Polisportiva Ars et Labor 1920-1921
Questa pagina raccoglie le informazioni riguardanti la Società Polisportiva Ars et Labor nelle competizioni ufficiali della stagione 1920-1921.

## Stagione
Dopo un'annata tribolata contrassegnata da contestate qualificazioni, reclami, forfait e gare annullate, la SPAL raggiunge la sospirata Prima Categoria per la stagione 1920-1921, in seguito alla riammissione decretata dal Comitato Regionale Emiliano. 
La squadra del presidente Antonio Santini (durante la stagione gli succederà Enrico Bassani) è esclusiva espressione delle forze cittadine, allenata dal tecnico fatto in casa Carlo Marchiandi. I biancazzurri vengono inseriti nel girone B assieme al Bologna, rivale "odiatissima", tanto che i tifosi spallini compongono un motivetto che cantano a squarciagola prima e durante le partite di campionato. Il Bologna si rivelerà però troppo forte per la squadra ferrarese, che viene sonoramente battuta nei confronti diretti con i felsinei. La SPAL matura comunque un ottimo terzo posto in campionato alle spalle del Mantova. Il 31 dicembre viene inoltre organizzata anche la prima amichevole a carattere internazionale: ospiti al campo di Piazza d'Armi gli svizzeri del Servette di Ginevra, che si impongono per 1-0.

## Rosa
| N. |                   | Ruolo | Calciatore     |
| -- | ----------------- | ----- | -------------- |
|    | Italia (bandiera) | P     | Oreste Canova  |
|    | Italia (bandiera) | P     | Stabellini     |
|    | Italia (bandiera) | D     | Giorgio Armari |
|    | Italia (bandiera) | D     | Chendi         |
|    | Italia (bandiera) | D     | Umberto Donà   |
|    | Italia (bandiera) | D     | Felisi         |
|    | Italia (bandiera) | D     | Giuseppe Preti |
|    | Italia (bandiera) | C     | Bassoli        |

| N. |                   | Ruolo | Calciatore       |
| -- | ----------------- | ----- | ---------------- |
|    | Italia (bandiera) | C     | Pancaldi         |
|    | Italia (bandiera) | C     | Pini             |
|    | Italia (bandiera) | A     | Baruffi          |
|    | Italia (bandiera) | A     | Mongini          |
|    | Italia (bandiera) | A     | Giacomo Olivieri |
|    | Italia (bandiera) | A     | Ilario Preti     |
|    | Italia (bandiera) | A     | Silvestrini      |
|    | Italia (bandiera) | A     | Vassarotti       |

## Risultati

### Prima Categoria (girone B emiliano)

#### Girone di andata[1]
| Arbitro: | Pederzini (Modena) |

|  |           |                            |
|  | Marcatori | 10’ Perin 48’, 65’ Alberti |

| Arbitro: | Pierallini (Modena) |

|                  |           |  |
| Mongini 30’, 43’ | Marcatori |  |

| Arbitro: | Galli (Bologna) |

|             |           |  |
| Mongini 12’ | Marcatori |  |

| Arbitro: | Pederzini (Modena) |

|               |           |             |
| Gasparini 20’ | Marcatori | 10’ Baruffi |

#### Girone di ritorno[3]
| Arbitro: | Pederzini (Modena) |

|                                                               |           |  |
| Della Valle II 3’, 13’, 79’ Perin 58’ (rig.), 89’ Alberti 84’ | Marcatori |  |

| Arbitro: | Majani (Torino) |

|                     |           |                   |
| Barbieri 46’ (rig.) | Marcatori | 29’ (rig.) Armari |

| Arbitro: | Majani (Torino) |

|                   |           |                 |
| Gabusi 21’ (rig.) | Marcatori | 35’ Silvestrini |

| Arbitro: | Majani (Torino) |

|  |           |                       |
|  | Marcatori | 20’, 37’ Barbieri III |